# C7 (tunnelbanevagn)
C7 var en tunnelbanevagn tillverkad för Stockholms tunnelbana i 8 exemplar 1972–1973 av ASEA. C7 var multipelkörbar med övriga vagnar av typen C6–C9 och C13–C15. Vagnstypen var snarlik C6 till sin utformning men blev första vagnstypen i tunnelbanan med steglös tyristorstyrning av pådraget. Vagnstypen kom att i huvudsak trafikera blå linjen 3 under större delen av sin livslängd. I samband med de omfattande leveranserna av nya vagnstypen C20 kom samtliga 8 C7 vagnar att slopas och skrotas under perioden 2003-2004. Sista trafikdagen för C7 blev i januari 2004 då det sista C7-paret kunde tas ur trafik kort efter att det sista C8-paret tagits ur trafik för gott, vilket ägde rum på deras hemmabana; blå linjen. I samma veva skickades det sista Cx-tåget på gröna linjen över till blå linjen, bestående av C14-vagnar.

## C19-projektet
Under slutet på 90-talet och början på 2000-talet så var det tänkt att C7, C9, C14 och C15 skulle byggas om till C19 med inredning liknande den i C20, målning liknande C20 och skulle även bli samkörbara med C17 och C18. Detta projekt minskades i omfattning till att resultera bara i uppfräschade inredning samt varningssignaler för dörrarna av liknande typ som C20 och C7 kom att skrotas istället för att byggas om.

## C7 året 1995
1/1 1995 fanns 8 st C7 i trafik, C7 2791–C7 2798, C7 2791, C7 2792, C7 2793, C7 2794, C7 2795, C7 2796, C7 2797 och C7 2798.